# Ton de Jager
Ton de Jager is een voormalig Nederlands honkballer.
De Jager kwam uit voor de Storks uit Den Haag in de hoofdklasse. Later zou hij als tweede honkman uitkomen voor de Haarlem Nicols in de hoofdklasse. In 1969 maakte hij deel uit van het Nederlands honkbalteam tijdens de Europese Kampioenschappen van dat jaar waarbij Nederland de titel won. In de jaren tachtig en negentig was hij nog coach van het eerste team van de Storks dat inmiddels in de eerste klasse en overgangsklasse uitkwam.